# Fernanda Câncio
Fernanda Maria Câncio da Silva Pereira (Vila Franca de Xira, 16 de febrero de 1964) es una periodista portuguesa que forma parte de la redacción del periódico Diário de Notícias desde 2004.

## Trayectoria
Fernanda Câncio es licenciada en Comunicación Social por la Facultad de Ciencias Sociales y Humanas de la Universidade Nova de Lisboa.
Comenzó su carrera profesional en 1987 en el periódico Expresso, pasando posteriormente a la revista Elle donde permaneció hasta 1991.
Hasta 1997 trabajó en la revista Grande Reportagem. De 1996 a 2002 trabajó en el canal de televisión SIC, produciendo reportajes y como editora del programa Esta Semana. De 1997 a 2003 integró la redacción de la Revista Notícias, revista dominical de los diarios Diário de Notícias y Jornal de Notícias.
Ha colaborado con otros medios impresos como la revista Visão, el Jornal de Letras, el semanario Já, Cosmopolitan, Marie Claire, Egoísta y Conscience, revista editada por Catholics For Free Choice.
Desde 2004 tiene la categoría profesional de "gran reportero"  en el Diário de Notícias.
En 2004 participó de Documental e Autobiográfico, proyecto teatral de Lúcia Sigalho basado en la obra de Paula Rego, siendo coautora de los textos con Lúcia Sigalho y la escritora Mafalda Ivo Cruz. El espectáculo se presentó en Serralves y el Centro Cultural de Belém.
En 2008, junto con Abílio Leitão, produjo la serie documental A Vida Normalmente, para RTP2, sobre la vida en barrios conflictivos. En 2009, fue comentarista residente, junto con Francisco José Viegas y João Pereira Coutinho, en el programa de debate A Torto e a Direito, de TVI24, moderado por Constança Cunha e Sá. En 2010, participó como entrevistadora en el programa Agora a Sério, de Canal Q. En 2012, fue comentarista residente en el programa 25.ª Hora, de TVI24.

### Controversias
Su columna "El Juez Macho y el Manoseo Latino", publicada en el Diário de Notícias, dio lugar a una solicitud de publicación bajo derecho de respuesta por parte del vicepresidente del Consejo Superior del Poder Judicial. La solicitud de publicación fue rechazada por la dirección del periódico.

## Activismo
Fernanda Câncio fue firmante de una petición a la Asamblea de la República a favor de la legalización del matrimonio entre personas del mismo sexo.
En 2007, junto a Regina Guimarães, fue la madrina de la II Marcha LGBT (Lesbianas, Gays, Bisexuales y Transexuales) que tuvo lugar en la ciudad de Oporto.

## Premios
En octubre de 2005, Câncio recibió el Premio Arcoiris, de la Asociación ILGA Portugal, por su contribución, como bloguera y periodista, en la lucha contra la discriminación y la homofobia.
En 2008 fue nuevamente premiada por su compromiso en la lucha contra la homofobia. Se convirtió en la primera persona en recibir dos premios Rainbow.
También en 2008 recibió el premio Ex Aequo de la Red Ex Aequo – Asociación de Jóvenes Lesbianas, Gays, Bisexuales, Transexuales y Simpatizantes –, premiada por el reportaje 'No veo nada fraccionario en mí' y por varias crónicas. Al recibir esta distinción, la periodista afirmó que “si bien es necesario premiar a quienes defienden la igualdad, es una muestra de que aún queda mucho por hacer”.
En 2009, recibió nuevamente, como miembro del equipo "Sim" del programa Prós e Contras de RTP1, el Premio Arco-Íris.

## Vida personal
En abril de 2008, un dirigente del PSD insinuó públicamente que Fernanda Câncio era novia del Primer Ministro José Sócrates. Quería cuestionar el hecho de que RTP hubiera contratado a la periodista para un programa informativo. La afirmación no fue comentada por ninguno de los implicados, aunque varios comentaristas políticos se refirieron al episodio afirmando que no sabían si la afirmación era cierta o falsa.
En abril de 2009, Fernanda Câncio fue llamada "la novia del primer ministro" en noticias de tres medios de comunicación (Correio da Manhã, Expresso y SIC) en relación con sus opiniones sobre la cobertura mediática del caso Freeport en el programa A Torto e a Direito de TVI24. Presentó una queja ante la Comisión del Permiso Profesional de Periodistas y el Consejo Deontológico del Sindicato de Periodistas en contra de los periodistas que escribieron las piezas en cuestión.
El Consejo Deontológico de la Unión de Periodistas, en dictamen de julio de 2009, consideró «técnicamente incorrecto y deontológicamente censurable el enfoque y la identificación de la periodista como “novia de” en los títulos y destacados de las noticias analizadas, producidas por SIC, Correio da Manhã y Expresso», subrayando que "la invasión de la vida privada de los ciudadanos por algunos medios de comunicación no es, por sí sola, capaz de transformar hechos privados en públicos, ni su divulgación y conocimiento legitiman que sean retomados por otros medios". El Consejo Deontológico también decidió "tener en cuenta el argumento de que la cobertura periodística de las opiniones de Fernanda Câncio en TVI24 y en las columnas semanales del Diário de Notícias es de interés público, basándose en posibles conflictos de intereses desaprobados por el Código Deontológico", y "hacer hincapié en la transparencia como uno de los principios éticos de la discusión pública, aconsejando a los implicados en estos debates que hagan su declaración de intereses en los términos estrictamente necesarios y que se consideren más correctos". También aconseja la publicación de una "declaración de intereses".
La sección disciplinaria de la Comisión del Carnet de Periodistas desestimó inicialmente las denuncias. Fernanda Câncio recurrió ante el Pleno, que consideró que «el asunto en cuestión era de conocimiento público y de interés periodístico, dado el conflicto de intereses surgido entretanto», y añadió: "El conflicto de intereses surge del hecho de que la autora del texto [Fernanda Câncio], en la época de los hechos y como es público y notorio, era novia del Primer Ministro - no se abstuvo, sin embargo, de defenderlo, sin haber puesto en conocimiento de sus telespectadores esta relación".
En la decisión de la Comisión de la Tarjeta de Periodistas, se prueba que la periodista mantuvo una relación sentimental con el entonces primer ministro, basándose en la existencia de fotografías de paparazzi tomadas en el exterior de su casa y en la presunción del propio primer ministro, en su biografía de Eduarda Maio ("Sócrates: El Chico de Oro del PS"), de que Fernanda Câncio era su novia.
La periodista, en su columna semanal para DN, desmintió la existencia de tal supuesto de José Sócrates en la citada biografía y comentó las decisiones de ambos organismos.
En octubre de 2015, Câncio presentó una demanda contra los periódicos SOL, i e Correio da Manhã; las revistas Sábado y Flash! y CMTV para evitar que publicaran hechos sobre la investigación de la Operación Marquês que la involucraban y que ella consideraba privados, derivados de su “relación personal con José Sócrates”. La periodista alegó que, teniendo en cuenta la cobertura periodística del caso por parte de las publicaciones y el hecho de que se había levantado el secreto interno del proceso, éstas podrían violar su derecho a la divulgación.
En marzo de 2017, el Tribunal de Apelación de Lisboa ordenó a la editorial Gradiva retirar de todos los distribuidores el libro de José António Saraiva "Eu e os políticos". La decisión se tomó a raíz del recurso contra una medida cautelar presentado por la periodista Fernanda Câncio, que considera que «Eu e os Políticos» viola su derecho a la intimidad. En las nuevas ediciones, deberán suprimirse los dos párrafos relativos a la periodista.

### Libros
- CÂNCIO, Fernanda; MELO, Alexandre (2003). Olhem para mim: Geração Modelo. Cadernos de Reportagem, n.º 2. Lisboa: Dom Quixote. ISBN 972-20-2552-X.[25]
- CÂNCIO, Fernanda; LEITÃO, Abílio (fotografia) (2008). Cidades Sem Nome: Crónica da Condição Suburbana (reportagem) (2.ª edición). Lisboa: Tinta da China. ISBN 978-972-8955-62-5..
- CÂNCIO, Fernanda (2007). Até Não Perceber: 15 Histórias de Verdade a Caminho da Ficção. Lisboa: Tinta da China. ISBN 978-972-8955-34-2.
- CÂNCIO, Fernanda (2010). Sermões Impossíveis. Lisboa: Tinta da China. ISBN 978-989-671-049-1.

### Textos
- S. Centro de Arte. Juan de Madeira (org.); NEGRO, Juan; CANCIO, Fernanda; COELHO, Jorge (foto); GONÇALVES, Alcino (foto); LEITÃO, Abilio (foto). Zapatería Ideal: Exposición Colectiva .
- MELO, Alexandre (coord. y sel.); SILVA, Paulo Cunha y (sel.); CANCIO, Fernanda; LOPES, Juan; COTRIM, Juan Pablo; GUARDIÁN, Maria João; , María João; RATÓN, Vanessa. Tráfico: Antología crítica de la nueva visualidad portuguesa . Oporto: Oporto 2001; Oporto: Revista de Noticias, 2001. ISBN 972-9391-02-5
- MELO, Alexandre; CANCIO, Fernanda. «Escenas de la vida mundana: Desde la posguerra hasta nuestros días» en PERNES, Fernando (ed. lit.). Panorama de la cultura portuguesa en el siglo XX . Oporto: Ediciones Afrontamento; Oporto: Oporto 2001; Oporto: Fundación Serralves, 2002. ISBN 978-972-360597-6 .
- VEGAR, José (sel. y notas). Informe: una antología . Lisboa: Assírio & Alvim, 2001. ISBN 972-37-0596-6 .
- CANCIO, Fernanda; PINHARANDA, Juan. Centro de Arte de Baños Públicos de S. Juan de Madeira, 2003.
- CANCIO, Fernanda. «De la limosna a la ley, prolegómenos» en RANGEL, Rui (coord.); ZAPATERO, José Eduardo (coord.); Asociación de Jueces por la Ciudadanía. Justicia y Sociedad . Coímbra: Almedina, 2009. ISBN 978-972-40-3927-5 .
- MATOS, Margarida Gaspar de (coord,); SAMPAIO, Daniel (coord.). CAETANO, Joaquim Machado (pref.). Jóvenes saludables: diálogo con una generación . Alfragide: Editores de Texto 2009. ISBN 978-972-47-4028-7 .
- CANCIO, Fernanda; PINTO, Helena; APOLLONIA, Eloísa; WARN, Isabel Fiadeiro; MOREIRA, Isabel; 1994, pág. 1995. ALMEIDA, Miguel Vale de; CÔRTE-REAL, Paulo; ARAÚJO, Vasco. Día C: Matrimonio entre personas del mismo sexo . Lisboa: Editorial Estampa, 2012 ISBN 978-972-33-2672-7 .  [26]
- RIBEIRO, Paula (ed. lit.) ¡Portugal vale la pena! :Los mejores escriben sobre los mejores . Alfragide: Taller del Libro, 2012. ISBN 978-989-741-011-6 .